# GIRLS (フジファブリックのアルバム)
『GIRLS』（ガールズ）は、日本のバンド・フジファブリックのメジャー2枚目のミニアルバム。2015年10月14日にソニー・ミュージックアソシエイテッドレコーズから発売された。

## 収録曲

### CD
| #  | タイトル                                            | 作詞         | 作曲         | 編曲             | 時間 |
| -- | --------------------------------------------------- | ------------ | ------------ | ---------------- | ---- |
| 1. | 夜明け前                                            | 山内総一郎   | 山内総一郎   | フジファブリック | 3:56 |
| 2. | Girl! Girl! Girl! (HIS「台湾キャンペーン」CMソング) | 山内総一郎   | 山内総一郎   | フジファブリック | 5:02 |
| 3. | キノウ                                              | 加藤慎一     | 加藤慎一     | フジファブリック | 4:18 |
| 4. | 裸足のバレリーナ                                    | 金澤ダイスケ | 金澤ダイスケ | フジファブリック | 4:12 |
| 5. | BABY                                                | 山内総一郎   | 山内総一郎   | フジファブリック | 5:40 |

### LP
- #1~#3がA面、#4・#5がB面

| #  | タイトル                                            | 作詞         | 作曲         | 編曲             | 時間 |
| -- | --------------------------------------------------- | ------------ | ------------ | ---------------- | ---- |
| 1. | Girl! Girl! Girl! (HIS「台湾キャンペーン」CMソング) | 山内総一郎   | 山内総一郎   | フジファブリック | 5:02 |
| 2. | キノウ                                              | 加藤慎一     | 加藤慎一     | フジファブリック | 4:18 |
| 3. | BABY                                                | 山内総一郎   | 山内総一郎   | フジファブリック | 5:40 |
| 4. | 裸足のバレリーナ                                    | 金澤ダイスケ | 金澤ダイスケ | フジファブリック | 4:12 |
| 5. | 夜明け前                                            | 山内総一郎   | 山内総一郎   | フジファブリック | 3:56 |

## 楽曲解説

### 夜明け前
「Green Bird」でも参加している百田留衣によるプロデュース。槇原敬之も自身がパーソナリティーを務めるラジオ内でこの歌を紹介し、大絶賛していた。

### Girl! Girl! Girl!
トップアレンジャーCHOKKAKUをプロデューサーに迎え入れ、ストリングスとホーンで彩った華やかでダンサブルな楽曲。世界で活躍するエンジニアD.O.Iによ
　　るMIXがさらに楽曲の迫力を増している。また、PVも作成されていて元乃木坂46でフジファブリックのファンである橋本奈々未が出演している。

### キノウ
『BOYS』に収録されている「夏の大三角関係」のインスパイアソング。

### 裸足のバレリーナ
フジファブリック史上初の試みとなる作詞・作曲・プログラミング・MIXまで全て金澤ダイスケが手掛けるセルフプロデュース曲。

### BABY
前作『BOYS』制作時期に作られており、本作リリースまであたためられてきた曲。